# Motocykl na krátkou plochou dráhu
Motocykl na krátkou plochou dráhu je speciální motocykl s jednoválcovým čtyřventilovým motorem a minimální dovolenou hmotností 80 kg. Je určen pro závody na ploché dráze, která měří 260 až 425 metrů.

## Vlastnosti
Speciální vlastnosti motocyklu na krátkou plochou dráhu:
- Motocykl není vybaven brzdou.
- Zadní kolo není odpruženo, přední je tlumeno pouze gumovým třmenem.
- Motocykl je vybaven jednostupňovou převodovkou.

### Motor
- Čtyřventilový jednoválec SOHC chlazený vzduchem
- Obsah               493 cm³
- Max.výkon           48–51 kW
- Vrtání x zdvih      90 x 77,6 mm
- Kompresní poměr 13,5 – 16 : 1
- Max.otáčky          11000 /min
- Palivo            methanol
- Hmotnost            28–30 kg